# Рождественка (Дальнереченский район)
В Приморье в Шкотовском районе тоже есть село Рождественка.
Рожде́ственка — село в Дальнереченском районе Приморского края, аднимистративный центр Рождественского сельского поселения.

## География
Село Рождественка находится к юго-востоку от Дальнереченска. К селу ведут две дороги: с трассы «Уссури» (между Дальнереченском и Филино, расстояние до райцентра около 20 км) и с трассы Дальнереченск — Ракитное (через Голубовку, расстояние до райцентра около 20 км).

## Население
| 1912 | 1913 | 1915 | 1926 | 2002 | 2010 |
| ---- | ---- | ---- | ---- | ---- | ---- |
| 448  | ↗527 | ↘526 | ↗667 | ↗839 | ↘709 |

## Улицы
| - ул. 50 лет Октября, - ул. 60 лет Октября, - ул. Комсомольская, - ул. Лазо, | - ул. Леонова, - ул. Молодёжная, - ул. Новая, - ул. Партизанская, | - ул. Пионерская, - ул. Центральная, - ул. Школьная. |

## Экономика
Жители занимаются сельским хозяйством.